# Sofia Linde
Sofia Ylva Teodora Linde, född 12 januari 1995, är en svensk friidrottare som tävlar för Täby IS i grenarna sjukamp och femkamp.

## Meriter
Vid junior-VM utomhus 2012 kom Sofia Linde på fjärde plats i sjukamp.
Under Inomhus-EM i Göteborg 1 mars 2013 var Linde på femte plats endast fyra poäng ifrån Carolina Klüfts svenska juniorrekord i femkamp med 4 531 poäng mot Klüfts 4 535 poäng, detta efter att ha satt personligt rekord i varje gren.
Vid junior-EM i Rieti i Italien i juli 2013 tog Linde silvermedalj i sjukamp med 6 081 poäng. Hon blev samtidigt den fjärde svenskan att klara 6 000 poäng. Vid VM i Moskva i augusti samma år hamnade hon på en 25:e plats med 5 822 poäng.
2015 deltog Linde i höjdhopp vid U23-EM i Tallinn men slogs ut i kvalet efter att ha hoppat 1,75 (1,79 hade krävts för finalplats).

## Personliga rekord
| Utomhus - 100 meter – 12,48 (Sollentuna 7 juni 2013) - 100 meter – 12,44 (medvind) (Växjö 21 september 2012) - 200 meter – 25,11 (Götzis, Österrike 25 maj 2013) - 400 meter – 58,78 (Stockholm 17 augusti 2012) - 800 meter – 2:16,34 (Moskva, Ryssland 13 augusti 2013) - 100 meter häck – 13,68 (Rieti, Italien 18 juli 2013) - 300 meter häck – 42,30 (Växjö 23 september 2012) - 400 meter häck – 1:00,13 (Gävle 10 augusti 2014) - Höjd – 1,87 (Halmstad 28 juni 2015) - Längd – 6,12 (Barcelona, Spanien 13 juli 2012) - Kula – 14,58 (Sätra 20 maj 2018) - Spjut – 43,15 (Götzis, Österrike 26 maj 2013) - Sjukamp – 6 081 (Rieti, Italien 19 juli 2013) - Sjukamp U18 – 5 894 (Huddinge 16 september 2012) | Inomhus - 60 meter – 8,05 (Sätra 7 januari 2012) - 200 meter – 25,30 (Växjö 20 januari 2013) - 400 meter – 57,82 (Sätra 28 januari 2012) - 600 meter – 1:40,03 (Göteborg 10 mars 2012) - 800 meter – 2:18,77 (Göteborg 1 mars 2013) - 60 meter häck – 8,36 (Göteborg 1 mars 2013) - Höjd – 1,84 (Växjö 6 februari 2016) - Längd – 6,12 (Göteborg 1 mars 2013) - Kula – 14,48 (Sätra 21 februari 2015) - Femkamp – 4 531 (Göteborg 1 mars 2013) - Femkamp U18 – 4 293 (Göteborg 10 mars 2012) |